# Acacia rubricola
Acacia rubricola é uma espécie de leguminosa do gênero Acacia, pertencente à família Fabaceae.